# نسوية فردانية

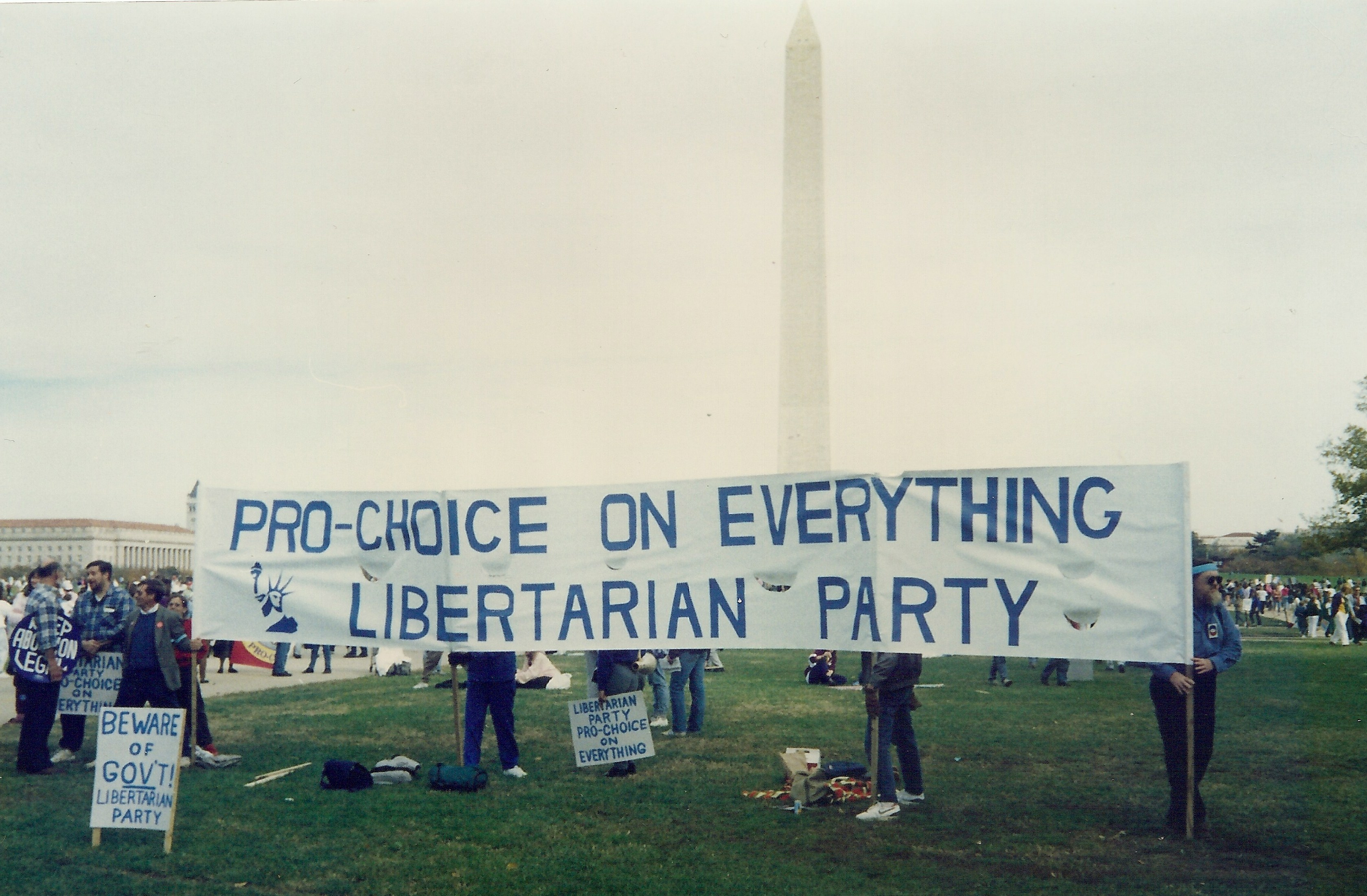

النسوية الفردانية، وهي على صلة وثيقة بكل من النسوية التحررية والنسوية الليبرالية الكلاسيكية، تعتبر بمثابة نهج نسوي محوره الفردانية، والاستقلالية الشخصية، والاختيار، والموافقة، والتحرر من التمييز الحكومي على أساس الجندر أو الجنس، والمساواة بموجب القانون.

## نبذة عامة
تسعى مناصرات النسوية الفردانية إلى تغيير الأنظمة القانونية، وذلك بغية القضاء على الامتيازات المتعلقة بالجنس أو الجندر أولًا وضمان تمتع جميع الأفراد بحقوق متساوية ثانيًا، فضلًا عن المطالبة بحقوق شخصية وملكية متساوية بغض النظر عن الجنس أو الجندر أو التوجه الجنسي. تحث النسوية الفردانية النساء على تحمل المسؤولية الكاملة عن حياتهم، ومعارضة أي تدخل حكومي في الخيارات التي يتخذها الأشخاص البالغون فيما يتعلق بأجسادهم. تُصنف النسوية الفردانية أو التحررية أحيانًا باعتبارها فرعًا من فروع النسوية الليبرالية العديدة، إلا أنها تختلف عن النسوية الليبرالية السائدة في القرن الحادي والعشرين إلى حد كبير.
أسست توني ناثان جمعية النسويات التحرريات (إيه. إل. إف.) في عام 1973، إذ تُعتبر هذه الجمعية واحدةً من عدة جمعيات نسوية فردانية أو تحررية في الولايات المتحدة الأمريكية. جاء في بيان المهمة الأولى للمنظمة: «تعرب النسويات التحرريات عن استنكارهن ورفضهن لكل التشريعات التي تنص على معاملتنا معاملةً خاصةً بموجب القانون، ونستنكر التشريع الذي يحاول [تحقيق المساواة] في وضعنا الاجتماعي أو الاقتصادي ونرفضه. [...] وفي المقابل، نحن ندرك وجود التعصب والتمييز القانوني الجائر في الوقت الحالي، لذا فإننا ندعم جهود جميع الأفراد المعنيين بتغيير هذا الوضع بوسائل غير قسرية». تتخذ جمعية النسويات التحرريات موقفًا مناهضًا للحكومة ومناصرًا لحق الاختيار.
تشتمل قائمة المنظمات النسوية الليبرتارية الأخرى على تحالف سيدات الحرية، ونسويات من أجل الحرية، ومؤسسة الأم المحتضرة، إذ ضمت الأخيرة مجموعة أمهات من أجل الحرية (مجموعات لقاء). ورد في موقع نسويات من أجل الحرية: «إن كانت النسوية هي [الفكرة الراديكالية القائلة إن النساء بشر]، فالنسوية التحررية هي الفكرة الأكثر راديكالية التي تقول إن النساء (والرجال) أفراد، وينبغي التعامل معهم على هذا الأساس».

## تمهيد
تقول الكاتبة وعالمة النفس شارون بريسلي: «لم تكن الناشطات النسويات الأوائل اشتراكيات كما اعتقد البعض، بل كن فردانيات وتحرريات».
تصف الكاتبة جوان كينيدي تايلور في مقالها «النسوية والليبرالية الكلاسيكية والمستقبل» أولى الحركات النسوية المنظمة في الولايات المتحدة على أنها «حركةً نسائيةً ليبراليةً كلاسيكيةً» في جوهرها. شرعت نسويات الموجة الأولى في المطالبة «بحق الاقتراع العام» -أي منح حق الاقتراع لكل من النساء والأمريكيين الملونين – وإلغاء العبودية، وحقوق الملكية للمرأة، وغيرها من أشكال الحقوق المتساوية. خسرت الحركة النسوية الفردانية رواجها في الولايات المتحدة الأمريكية والمملكة المتحدة تزامنًا مع ظهور الحركات التقدمية والعمالية والاشتراكية وسيطرتها على الساحة السياسية خلال العصر الفيكتوري وصولًا إلى أوائل القرن العشرين.
بُعثت الحركة النسوية الفردانية من جديد على يد الراديكالية المناهضة الاستبداد، والنشاطية، و«الحب الحر»، والمساعدة المتبادلة، والروح الفردانية التي امتلكتها نسويات «الموجة الثانية» في منتصف القرن العشرين. كتبت تايلور في كتابها «استعادة التيار الغالب: إعادة النظر في النسوية الفردانية» عام 1992: «كانت زيادة الوعي نشاطًا فردانيًا بامتياز، واشتملت القضايا السياسية التي حظيت باهتمام واسع النطاق على الحقوق الإنجابية لتحديد النسل والإجهاض وتعديل الحقوق المتساوية وغيرها من القضايا التي (في دعمها الأولي على الأقل) كانت قيدًا ليبراليًا كلاسيكيًا على الحكومية».
تبنت الكاتبات والناشطات مثل تايلور وبريسلي وتوني ناثان (المرشحة الأولى لمنصب نائبة الرئيس للحزب الليبرتاري في عام 1972) وويندي ماكلوري تسميات مثل النسوية الفردانية والنسوية التحررية والنسوية الليبرالية الكلاسيكية صراحةً في أواخر القرن العشرين. تُعتبر النسوية التحررية الحديثة استمرارًا للأفكار وأساليب العمل التي استحدثتها هذه النساء ومعاصريهن (ماتزال العديد منهن نشيطات حتى يومنا هذا) مثل نادين ستروسن وكاميل باغيلا، فضلًا عن كونها استمرارًا لأفكار الكتاب الليبراليين والأناركيين الكلاسيكيين عبر التاريخ.
تضم قائمة الكتاب والناشطون التاريخيون الذين أثروا في الحركة النسوية التحررية كل من ماري وولستونكرافت، وأوليمب دو غوغ، وفولتارين دو كلير، وسوجورنر تروث، وجون ستيوارت مل، وإيدا بيل ويلز-بارنيت، ولوسي ستون، وفريدريك دوغلاس، وسوزان كلارا لا فوليت.
تتمحور إحدى الموضوعات الأساسية للنسوية الفردانية حول حركة الحب الحر، وهي الحركة التي تطالب بمنح المرأة وحدها حرية الاختيار الجنسي بعيدًا عن التشريعات الحكومية. كتبت ويندي ماكلروي: «لم يكن لحركة الحب الحر أي صلة على الإطلاق بالسلوك الفاضح، فهي أعلنت ببساطة أن جميع الخيارات الجنسية السلمية -كالزواج وتحديد النسل مثلًا- ينبغي أن تُترك بالكامل للبالغين المعنيين بالأمر، دون أي تدخل من الحكومة». تعرّف كل من ماكلروي وكريستينا هوف سومرز النسوية الفردانية باعتبارها متعارضةً مع ما يسمونه النسوية السياسية أو الجندرية، ومتوافقةً مع نظرية القانون الطبيعي ومناصرةً للقوانين التي تحمي حقوق الرجال والنساء على حد سواء.
لا تنظر النسويات الفردانيات إلى المساواة بوصفها قضيةً قانونيةً بحتة، في حين يعتقدن أن المساواة بموجب القانون هي المعيار الوحيد المناسب للحكومة. لا ينبغي أن تنتقل الحكومة إلى مرحلة «المساواة في الساحة» أو تصحيح التمييز التاريخي عن طريق إعطاء الأولوية لاحتياجات المرأة على حساب الرجل أو معاملتها معاملةً خاصة، ولا يجب على الحكومة أن تسعى جاهدةً للتدخل في تحقيق المساواة على صعيد العلاقات الشخصية والترتيبات الاقتصادي الخاصة والترفيه والتمثيل الإعلامي أو المجال الاجتماعي والثقافي العام. تتحقق عملية المساواة في هذه المجالات دون فرض الدولة لقوتها أو تدخلها أو سيطرتها. تتسم هذه المسألة بكونها مسألة مبدأ وإمكانية عملية، إذ ستستخدم الدولة سلطتها ضد الجماعات والأفراد الأكثر تهميشًا بكل تأكيد. تسفر زيادة قوة الدولة إلى زيادة سلطتها على النساء والفتيات، وبالتالي إيذاءهن بطرق لا تعد ولا تحصى.

## تاريخ النسوية الفردانية في أمريكا

### حركة التحرر من العبودية
ترتبط جذور الحركة النسوية بحركة التحرر من العبودية التي ظهرت في ثلاثينيات القرن التاسع عشر. اتسمت حركة التحرر من العبودية بكونها حركةً اجتماعيةً، تهدف إلى القضاء على ممارسة العبودية في الولايات المتحدة \من خلال الإصرار على حرية الفرد الفطرية بأن يحكم نفسه بنفسه. اجتذبت هذه القضية الجماهير النسائية من الطبقة العليا وصولًا إلى الطرقة العاملة، وذلك بسبب التشابه بين اضطهادهن واضطهاد العبيد.
وبالتالي، وجدت نساء القرن التاسع عشر في حركة التحرر من العبودية طريقةً للتعبير عن أفكارهن وعدم رضاهن عن واقع حقوق المرأة، الأمر الذي أثار جدلًا محتدمًا في المجتمع. دعم الليبرالي الشهير وليم لويد غاريسون منح المرأة حقوقها، بينما سعت العديد من الناشطات في مجال حقوق المرأة مثل أنجلينا غريمكي وغيرها إلى التوقف عن خلط قضية حقوق المرأة مع محاضراتهن المعنية بمناهضة العبودية.
لم تقتصر جهود الأختين غريمكي على الدفاع عن حقوق المرأة بأسلوب واحد وحسب، إذ تناولت رسالة سارة غريمكي حول المساواة بين الجنسين عام 1837 الأدوار التي تضطلع بها المرأة في عدة جوانب ضمن المجتمع. بالإضافة إلى ذلك، قارنت رسائلها أيضًا الوضع المتماثل الذي يعيشه كل من النساء والعبيد.
حققت أنجلينا غريمكي إنجازًا عظيمًا في 21 فبراير من عام 1838، إذ كانت أول امرأة تلقي خطابًا شجاعًا أمام المجلس التشريعي لماساتشوستس. تضمن خطاب غريمكي مزيجًا بين قضيتين مهمتين، وهما التماسات مكافحة العبودية من جهة ومكانة المرأة في المجتمع من جهة أخرى.

## أعلام بارزون
- وليم لويد غاريسون
- عزرا هايوود
- فولتارين دو كلير
- دورا مارزدن
- جوان كينيدي تايلور
- كاميل باغيلا
- كريستينا هوف سومرز
- كاثي يونغ
- رودريك تي لونغ